# Markus Münch
Markus Münch (Nußloch, 7 settembre 1972) è un ex calciatore tedesco, di ruolo centrocampista e difensore.

## Carriera
È stato il miglior straniero del Alpha Ethniki 2003-2004.

## Palmarès

### Club
- Campionato tedesco: 2

Bayern Monaco: 1993-1994, 1996-1997
- Coppa di Germania: 1

Bayern Monaco: 1997-1998
- Supercoppa di Germania: 1

Bayern Monaco: 1990
- Coppa di Lega tedesca: 2

Bayern Monaco: 1997, 1998
- Campionato greco: 1

Panathinaikos: 2003-2004
- Coppa di Grecia: 1

Panathinaikos: 2003-2004

### Individuale
- Calciatore straniero dell'anno del campionato greco: 1

2004